# خانه شفیعی
خانه شفیعی مربوط به اواخر دوره قاجار است و در شهرستان میبد، روستای بفروئیه، کوچه علی موتاب واقع شده و این اثر در تاریخ ۲۴ اسفند ۱۳۸۳ با شمارهٔ ثبت ۱۱۶۳۹ به‌عنوان یکی از آثار ملی ایران به ثبت رسیده است.